# Light Dragoons

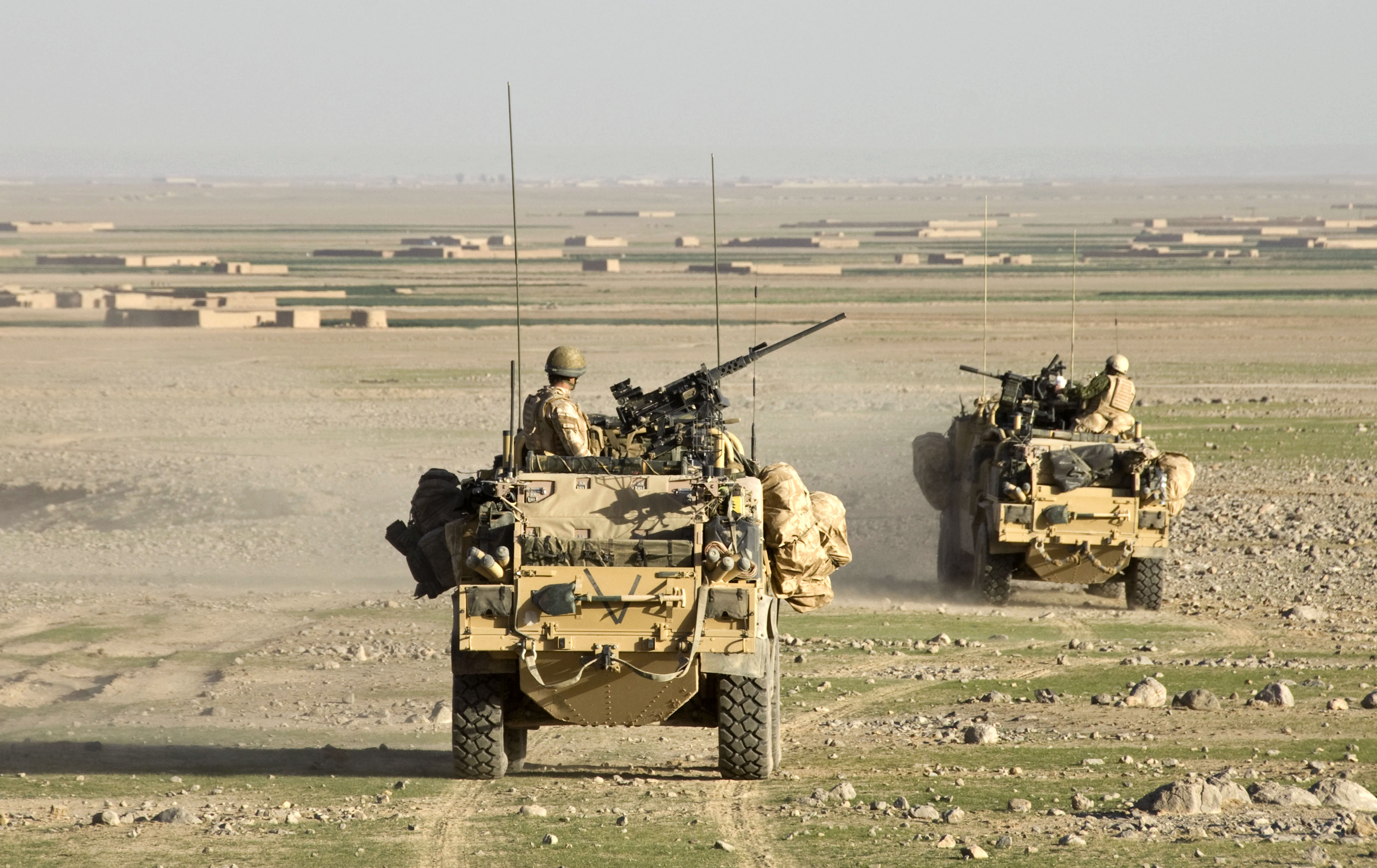
Veículos Jackal britânicos no Afeganistão em 2009.

Os Light Dragoons (Dragões da Luz) é um regimento de cavalaria do Exército Britânico. A unidade é um regimento de cavalaria leve com uma história no papel de reconhecimento que remonta ao início do século XVIII. Atualmente é sediada na Guarnição de Catterick, North Yorkshire.

## Função
O papel do regimento inclui o de coletar informações sobre o inimigo, envolvendo alvos inimigos e orientando jatos rápidos. O regimento recentemente converteu-se aos veículos de combate blindado Jackal. Os Light Dragoons recrutam, principalmente, no norte da Inglaterra, dos condados de Northumberland, Tyne and Wear, County Durham, South Yorkshire e East Riding of Yorkshire e têm fortes conexões com essas áreas. Por esta razão, o regimento é conhecido como "Cavalaria do Norte da Inglaterra", embora, como agora é o único regimento de cavalaria leve da Inglaterra, também é chamado de "Cavaleiro da Luz da Inglaterra".

## Precedência
| Precedido por King's Royal Hussars | Light Dragoons | Sucedido por Royal Tank Regiment |
| ---------------------------------- | -------------- | -------------------------------- |